# プロ野球熱闘ライオンズ
プロ野球熱闘ライオンズ（ぷろやきゅうねっとうライオンズ）は、BS朝日で放送されていた、西武ライオンズのプロ野球中継のタイトル。主にインボイスSEIBUドーム・長野オリンピックスタジアムで開催される主催試合を放送していた。デジタルハイビジョン制作。

## 番組タイトルの変遷
- 2001 - 2002　マンデーライオンズナイター（月曜ナイターのみ放送）
- 2003 - 2004　Lions Professional Baseball
- 2005         プロ野球熱闘ライオンズ

## 放送時間
- 平日ナイター 18:00 - 20:55（最大延長22:30 当日放送分の徹子の部屋はこの後に放送される）
- 日曜デーゲーム 13:00 - 16:00（最大延長17:00）

## 解説者
- 東尾修（文化放送解説者兼）
- 大塚光二（J SPORTS・文化放送解説者兼）

## 実況アナウンサー
- 森下桂吉
- 中山貴雄
- 清水俊輔
- 吉野真治

## 備考
- かつてはJ SKY SPORTS（現：J SPORTS）のライオンズ戦はテレビ朝日が制作協力し、テレビ朝日のアナウンサーが実況を担当していた。
- BS朝日開局当初からの2年間の「マンデーライオンズナイター」時代は、BSデジタル放送の魅力の一つである「マルチチャンネル放送」の機能を生かすべく、標準画像第2チャンネル（152ch）で放送していたが、当時まだBSデジタルの普及率が低く、視聴環境があってもケーブルテレビでは当時アナログ変換（パススルー方式）でメインチャンネルのみBSデジタルを放送している局が多く、中継を見られなかった世帯が多かった。結果、2003年以降は第1チャンネル（151チャンネル）から放送されることになった（2003年までは標準画像、2004年よりハイビジョン制作）。
- 長野オリンピックスタジアムで行われる西武主催試合は西武球団と長野朝日放送が共催しており、同局でも同時放送されていた。その場合はハイビジョンではなく4：3の標準画像で、スコア表示もJ SKY SPORTS（現：J SPORTS）で2003年まで使用していたものを流用していた。
- スコア表示は、2003年まではJ SKY SPORTS（現：J SPORTS）で使用しているものと同じものが使用していたが、CS放送のJ SPORTSの放送が自主制作に切り替わった2004年以降はテレビ朝日コーダー（テレビ朝日地上波で使用しているものとほぼ同じもの）を使用していた。
- BS朝日では2006 - 2009年は「スーパーベースボール」として西武主催試合の中継は巨人戦のみに縮小していたが、2010年シーズンの西武主催試合は巨人戦以外の対戦が復活し、「スーパーベースボール」として12試合を放送。復活後は自社で映像制作する巨人戦は自社のスポーツコーダーによるテロップが使われ、それ以外は球団制作映像をテロップごと使用し、CS向けと別に実況を付ける方式となっている。
- なお、2012年からテレビ朝日系CS放送でのライオンズ主管全試合（リーグ・クライマックスシリーズの最大78試合）の中継放送を開始し、同年度は朝日ニュースターで『プロ野球完全中継 出しきれ!ライオンズ』として放映された。以後もテレ朝チャンネル2で2015年まで中継された（プロ野球完全中継 ライオンズを参照）。なお、旧・朝日ニュースターの前身である衛星チャンネルの時代にも、年数回ライオンズ主管試合を放送したことがあった。